# Klasyfikacja medalowa zimowych światowych wojskowych igrzysk sportowych
Klasyfikacja medalowa zimowych światowych wojskowych igrzyskach sportowych – zestawienie narodowych wojskowych reprezentacji zrzeszonych w CISM według liczby zdobytych przez sportowców-żołnierzy medali podczas światowych igrzysk wojskowych. 1. zawody odbyły się w 2010 roku w Dolinie Aosty.

## Klasyfikacja
Poniższa tabela jest sumą klasyfikacji medalowych poszczególnych letnich światowych igrzysk wojskowych uwzględnianych na podstawie przeprowadzonych zawodów przez Międzynarodowej Rady Sportu Wojskowego (fr. Conseil International du Sport Militaire – CISM) w interwałach czteroletnich. Ranking jest posortowany według złotych medali zdobytych przez poszczególne reprezentacje narodowe poszczególnych państw. Liczba srebrnych medali jest brana pod uwagę podczas klasyfikacji w drugiej kolejności, następnie brązowych. Jeżeli nadal poszczególne państwa mają ten sam wynik, klasyfikacja jest ustalana według listy alfabetycznej IOC. Z systemu tego korzystają zarówno Międzynarodowa Rada Sportu Wojskowego, organizator igrzysk wojskowych jak i MKOl. 
Podczas zimowych igrzysk wojskowych łączna liczba samych złotych medali wyniosła 110 we wszystkich dyscyplinach. Reprezentacje 23 państw zdobyło medal. Najwięcej medali zdobyli reprezentanci Rosji łącznie 59 (w tym 29 złote, 16 srebrne oraz 14 brązowe). Polska z 3 medalami (2, 0, 1) jest sklasyfikowana na 10 miejscu. 

## Klasyfikacja medalowa wszech czasów
Polskę oznaczono tym kolorem oraz tekstem pogrubionym.
| Miejsce            | Reprezentacja      | Złoto | Srebro | Brąz | Razem |  |  |  |  |
|                    |                    |       |        |      |       |  |  |  |  |
| 1                  | Rosja              | 29    | 16     | 14   | 59    |  |  |  |  |
| 2                  | Włochy             | 25    | 19     | 18   | 62    |  |  |  |  |
| 3                  | Francja            | 24    | 21     | 20   | 65    |  |  |  |  |
| 4                  | Chiny              | 6     | 11     | 8    | 25    |  |  |  |  |
| 5                  | Austria            | 6     | 11     | 6    | 23    |  |  |  |  |
| 6                  | Szwajcaria         | 5     | 6      | 5    | 16    |  |  |  |  |
| 7                  | Słowenia           | 4     | 4      | 5    | 13    |  |  |  |  |
| 8                  | Norwegia           | 2     | 5      | 2    | 9     |  |  |  |  |
| 9                  | Niemcy             | 2     | 3      | 7    | 12    |  |  |  |  |
| 10                 | Polska             | 2     | 0      | 1    | 3     |  |  |  |  |
| 11                 | Korea Południowa   | 2     | 0      | 0    | 0     |  |  |  |  |
| 12                 | Bułgaria           | 1     | 2      | 7    | 7     |  |  |  |  |
| 13                 | Estonia            | 1     | 1      | 0    | 2     |  |  |  |  |
| 14                 | Hiszpania          | 1     | 0      | 2    | 3     |  |  |  |  |
| 15                 | Finlandia          | 0     | 1      | 5    | 6     |  |  |  |  |
| 16                 | Kazachstan         | 0     | 1      | 4    | 5     |  |  |  |  |
| 17                 | Białoruś           | 0     | 1      | 0    | 1     |  |  |  |  |
| 18                 | Hiszpania          | 1     | 0      | 2    | 3     |  |  |  |  |
| 19                 | Czechy             | 0     | 0      | 1    | 1     |  |  |  |  |
| 19                 | Iran               | 0     | 0      | 1    | 1     |  |  |  |  |
| 19                 | Litwa              | 0     | 0      | 1    | 1     |  |  |  |  |
| 19                 | Serbia             | 0     | 0      | 1    | 1     |  |  |  |  |
| 19                 | Szwecja            | 0     | 0      | 1    | 1     |  |  |  |  |
|                    |                    |       |        |      |       |  |  |  |  |
| Ogółem (23 państw) | Ogółem (23 państw) | 110   | 105    | 105  | 320   |  |  |  |  |

## Polska na zimowych światowych igrzyskach wojskowych

### Medale na zimowych igrzyskach
| Medale dla Polski wg igrzysk wojskowych | Medale dla Polski wg igrzysk wojskowych | Medale dla Polski wg igrzysk wojskowych | Medale dla Polski wg igrzysk wojskowych | Medale dla Polski wg igrzysk wojskowych | Medale dla Polski wg igrzysk wojskowych | Medale dla Polski wg igrzysk wojskowych |
| --------------------------------------- | --------------------------------------- | --------------------------------------- | --------------------------------------- | --------------------------------------- | --------------------------------------- | --------------------------------------- |
| Edycja                                  | Gospodarz igrzysk                       | Pozycja medalowa                        | Razem                                   | Złoto                                   | Srebro                                  | Brąz                                    |
| 1.                                      | 2010 Dolina Aosty                       | 7                                       | 3                                       | 2                                       | 0                                       | 1                                       |
| 2.                                      | 2013 Annecy i Chamonix                  | 15                                      | 0                                       | 0                                       | 0                                       | 0                                       |
| 3.                                      | 2017 Soczi                              | –                                       | -                                       | -                                       | -                                       | -                                       |
| 4.                                      | 2021 Berchtesgaden                      |                                         |                                         |                                         |                                         |                                         |
|                                         |                                         |                                         |                                         |                                         |                                         |                                         |
| Ogółem                                  | Ogółem                                  | Ogółem                                  | 3                                       | 2                                       | 0                                       | 1                                       |